# Кублицкий, Александр Иванович
Александр Иванович Кублицкий (1884 — 18 октября 1946, Тунис) — капитан 2-го ранга.

## Биография
В 1905 году окончил Морской кадетский корпус. Старший лейтенант гвардейского флотского экипажа.
В Вооружённых силах Юга России и Русской Армии до эвакуации Крыма. В мае — июне 1920 начальник дивизиона речных канонерских лодок, командир канонерской лодки «Алтай», с 21 ноября 1920 командир эсминца «Пылкий». Капитан 2-го ранга (1920).
На 25 марта 1921 — в составе Русской эскадры в Бизерте (Тунис), до октября 1923 командир эсминца «Пылкий». В эмиграции во Франции. К 1930 член объединения Гвардейского Экипажа.

## Награды
Кавалер орденов: Орден Святой Анны 3-й степени, Орден Святой Анны 4-й степени с надписью «За храбрость», Орден Святого Станислава 2-й степени с мечами.